# Орештіоара-де-Сус (комуна)
Орештіоара-де-Сус (рум. Orăștioara de Sus) — комуна у повіті Хунедоара в Румунії. До складу комуни входять такі села (дані про населення за 2002 рік):
- Бучум (358 осіб)
- Гредіштя-де-Мунте (213 осіб)
- Костешть (492 особи)
- Костешть-Дял (59 осіб)
- Лудештій-де-Жос (326 осіб)
- Лудештій-де-Сус (28 осіб)
- Околішу-Мік (439 осіб)
- Орештіоара-де-Сус (527 осіб) — адміністративний центр комуни

Комуна розташована на відстані 271 км на північний захід від Бухареста, 25 км на південний схід від Деви, 120 км на південь від Клуж-Напоки.

## Населення
За даними перепису населення 2002 року у комуні проживали 2442 особи.
Національний склад населення комуни:
| Національність | Кількість осіб | Відсоток |
| -------------- | -------------- | -------- |
| румуни         | 2420           | 99,1%    |
| цигани         | 13             | 0,5%     |
| угорці         | 4              | 0,2%     |
| українці       | 4              | 0,2%     |
| німці          | 1              | < 0,1%   |

Рідною мовою назвали:
| Мова       | Кількість осіб | Відсоток |
| ---------- | -------------- | -------- |
| румунська  | 2435           | 99,7%    |
| угорська   | 4              | 0,2%     |
| українська | 3              | 0,1%     |

Склад населення комуни за віросповіданням:
| Релігія       | Кількість осіб | Відсоток |
| ------------- | -------------- | -------- |
| православні   | 2390           | 97,9%    |
| п'ятдесятники | 38             | 1,6%     |
| римо-католики | 6              | 0,2%     |
| баптисти      | 3              | 0,1%     |
| реформати     | 1              | < 0,1%   |
| адвентисти    | 1              | < 0,1%   |
| лютерани      | 1              | < 0,1%   |